# Justus Rang
Justus Johannes Ignatius Rang (* 2. April 1802 in Neuhof (bei Fulda); † 3. November 1859 in Fulda) war ein deutscher Richter, Verwaltungsbeamter und Parlamentarier.

## Leben
Justus Rang wurde geboren als Sohn des Hofrats und Amtsvogts Franz Rang und der Maria Eva Juliana geb. Fritz. Von 1812 bis 1819 besuchte er das Gymnasium in Fulda. Von 1819 bis 1823 studierte er Rechtswissenschaften an der Philipps-Universität Marburg, der Ruprecht-Karls-Universität Heidelberg und zuletzt ab 1822 wieder in Marburg. 1822 wurde er Mitglied des Corps Hassia Heidelberg. 1823 bestand er das juristische Staatsexamen, absolvierte das Referendariat beim Obergericht in Fulda und wurde zunächst Assessor in Neuhof und 1831 am Obergericht in Fulda. 1836 wurde er Justizbeamter und 1. Depositar beim Justizamt Amöneburg und Richter am Amtsgericht Amöneburg. 1840 wurde er zum Obergerichtsrat in Marburg ernannt und gehörte als solcher ab 1843 der Kommission der Hauptdepositenkasse für die Provinz Oberhessen mit Sitz in Marburg an.
Rang wechselte 1849 in den Verwaltungsdienst und wurde Bezirksdirektor des Oberverwaltungsbezirks Fulda. 1850 wurde er Landesherrlicher Bevollmächtigter beim Bistum Fulda. Von 1851 bis 1852 war er Vorstand der erneuerten Regierung von Fulda. 1851 wurde er in die Verwaltungskommission des Gymnasiums in Fulda berufen und zum Kurator der dortigen Landesbibliothek bestellt. 1854 kehrte er in den Justizdienst zurück und wurde Vorsitzender eines Kriminalsenats beim Obergericht Fulda.
Rang war verheiratet mit Theresia Zahn. Der Oberbürgermeister der Stadt Fulda Franz Rang war ihr Sohn.
Seit seiner Tätigkeit in Amöneburg war er mit dem späteren Bischof von Fulda Christoph Florentius Kött freundschaftlich verbunden.

## Abgeordneter
Rang gehörte von 1848 bis 1849 der Kurhessischen Ständeversammlung an. 1850 war er Mitglied des Volkshauses des Erfurter Unionsparlaments.

## Auszeichnungen
- Geheimer Regierungsrat, 1851
- Geheimer Justizrat